# Brachay
Brachay is een gemeente in het Franse departement Haute-Marne (regio Grand Est) en telt 59 inwoners (2009). De plaats maakt deel uit van het arrondissement Saint-Dizier. In 2012 kreeg het dorpje bekendheid omdat bleek dat bij de presidentsverkiezingen van dat jaar  72% procent van de bevolking op de extreem rechtse partij Front National had gestemd, procentueel het hoogste percentage in Frankrijk.

## Geografie
De oppervlakte van Brachay bedraagt 7,4 km², de bevolkingsdichtheid is dus 8 inwoners per km².
De onderstaande kaart toont de ligging van Brachay met de belangrijkste infrastructuur en aangrenzende gemeenten.

## Demografie
Onderstaande figuur toont het verloop van het inwonertal (bron: INSEE-tellingen).